# ウラジーミル・ネイマン
ウラジーミル・ネイマン（ロシア語: Владимир Абрамович Нейман、1898年-1938年）は、コミンテルンの活動家、ソ連の職業的諜報員。
ヴィクトル・ベルグ（ロシア語: Виктор Александрович Берг）等の偽名を使用し、1920年代の中国では、ニコリスキー（ロシア語: Никольский）の姓を使用した。

## 経歴
チタ商業学校の3学年を卒業し、ウラジオストクの民間会社で働く。1919年、コルチャーク軍に動員。騎兵中隊で反乱を起こし、パルチザンに加わる。
1919年-1920年、極東共和国の人民革命軍で勤務。1921年からコミンテルン職員。同年6月、ニコリスキー名義（その外、コードネーム「ワシーリー」、「ワシリエフ」を使用）で、プロフィンテルンとコミンテルン極東書記局をカバーに、人民革命軍情報課代表として中国に派遣される。1921年末まで上海で、その後1925年まで満州で働いた。
帰国後、チタの業務に送られる。1926年-1928年、チタ監督・監査課、1929年-1930年、OGPUウラジオストク管区課全権代表。
1930年代初め、サハリャン（中国）で働く。その後、OGPU極東地方全権代表部外国課副課長。1933年-1935年、上海で働く。1935年、中央に呼び戻され、国外出張に送られる。
1938年、再びモスクワに召還された時、逮捕され、銃殺された。
1956年に名誉回復。